# Octave Salzard
Octave Jean Eugène Salzard (* 3. Januar 1871 in Bordeaux; † 6. Juni 1934 in Billère) war ein französischer Turner.

## Leben
Octave Salzard turnte für den Verein Société de Gymnastique de Longchamps aus Bordeaux. Bei den Olympischen Sommerspielen 1900 in Paris belegte er in dem als „Championnat International de Gymnastique“ bezeichneten Einzelmehrkampf den 67. Platz.